# 小行星7045
小行星7045是一颗围绕太阳公转的小行星。1974年3月22日，卡洛斯·托雷斯在Cerro El Roble发现了此天体。
这颗小行星的绝对星等为189.01960等。